# Bibliographie pour les méthodologies pratiques en sociologie
 (août 2024).
- Si vous ne connaissez pas le sujet, laissez ce bandeau (vous pouvez alors contacter les auteurs).
- Si vous supprimez le contenu mis en cause (vous pouvez préalablement contacter les auteurs),

argumentez précisément cette suppression dans la page de discussion
(un manque de référence n'est pas un argument ; une recherche réelle de référence doit avoir été effectuée, être formellement documentée).

## Ouvrages

### Généraux
- Patrick Champagne, Faire l'opinion. Le nouveau jeu politique, Paris, Éditions de Minuit, 1990
- Jean-Claude Combessie, La méthode en sociologie, Poche, 2003
- Jean-Louis Loubet del Bayle, Méthodes des Sciences Sociales, L'Harmattan, 2001
- Alex Mucchielli, Dictionnaire des méthodes qualitatives en sciences humaines, Armand Colin, 290 p., 2004
- Raymond Quivy, Luc Van Campenhoudt, Manuel de recherche en sciences sociales, Dunod, 2006
- Madeleine Grawitz, Méthodes des sciences sociales, Dalloz, 11e éd. 2000

### Guides pour une recherche
- Becker, H.S., Les ficelles du métier, Comment conduire sa recherche en sciences sociales ; Guides « Repères », Ed. La Découverte, Paris 2002
- (en) Fiske, P.S, Put your Science to Work, the Take-Charge Career Guide for Scientists, American Geophysical Union, Washington DC, 2001
- Létourneau, J., Le coffre à outils du chercheur débutant, "Guide d'initiation au travail intellectuel", Oxford University Press, Toronto 1989
- Mace, G., Petry, F. Guide d’élaboration d’un projet de recherche, Les Presses de l’Université Laval, Québec 2000
- (en) Phillips, E.M., & Pugh, D.S., How to get a PhD, a Handbook for students and their supervisors, 3 rd edition, Open University Press, Buckingham 2001

### Communication scientifique
- Howard Becker, Écrire les sciences sociales. Commencer et terminer son article, sa thèse ou son livre. Paris, Economica, 2004.
- (en) Buzan, T., The Mindmap Book, radiant thinking The major evolution in human thought, New updated edition, 1993
- Buzan, T., Une tête bien faite, Exploitez vos ressources intellectuelles, 2 nd édition, Les Éditions d'organisation, 1998
- (en) De Bono, E., De Bono's thinking course, BBC Books, 1994
- (en) Geffner, A.B., Business English, "A complete guide to developing an effective business writing style", Third edition, Barron's Educational Series, 1998
- Jeanneret, Y., Écrire la science. Formes et enjeux de la vulgarisation, "Science, Histoire et Société", Presses Universitaires de France, Paris 1994
- (en) Montgomery, S. L., The Chicago Guide to Communicating Science, University of Chicago Press, 2003
- Richaudeau, Fr., Recherches actuelles sur la lisibilité, Actualité des sciences humaines, Ed. Retz, Paris 1984
- Russ, J., La dissertation et le commentaire de texte philosophiques, Ed. Armand Colin, Paris 1998

### Analyse de contenu
- Bardin, L (1997), L’analyse de contenu, Paris : PUF
- Demazière, D. Dubar, C., (1997). Analyser les entretiens biographiques: l'exemple de récits d'insertion. Paris : Nathan.

### Analyse des données
- Philippe Cibois, Les écarts à l'indépendance. Techniques simples pour analyser des données d'enquête
- Alain Degenne, Introduction à l’analyse des données longitudinales
- Jean-Paul Grémy, Introduction à la lecture des tableaux statistiques
- Olivier Martin, L'analyse des données quantitatives, Armand Colin, Collection 128-Sociologie
- Pierre Vergès et Boumedienne Bouriche, L’analyse des données par les graphes de similitude

### Entretiens
- Alain Blanchet, L'entretien dans les Sciences sociales, Dunod, 1995
- Roger Mucchielli, L’entretien de face à face dans la relation d’aide, Paris, Ed. ESF, 1998, p. 53
- André Guittet, L’entretien: techniques et pratiques, Paris: A. Colin, 2003, 156p.

### Étude de cas
- Guilbert, L. et Ouellet, L., Étude de cas - Apprentissage par problèmes, Québec: P.U.Q, 137 p., 1997
- Roger Mucchielli, La méthode des cas, Paris : Éditions sociales françaises, 1969, 1979
- Roger Mucchielli et Joseph Olmstead, La Méthode des cas de Harvard, Université de Montréal, 15 p.
- Jacques Hamel, Étude de cas et sciences sociales, Collection outils de recherche, Harmattan, 1997, 122 p.

### Étude de casou demonographie, exemples
- Anderson N., 1993, Le hobo. Sociologie du sans-abri, Paris, Nathan.
- Bergier B., 1992, Compagnons d'Emmaüs. Sociologie du quotidien communautaire, Paris, Éditions Ouvrières.
- Charmillot, M. (2002). Socialisation et lien social en contexte africain : une étude de cas autour du sida dans la ville de Ouahigouya (Burkina Faso), Thèse de doctorat en sciences de l’Éducation no 308, Genève.
- René Fernet, Le pardon au risque de l’actualisation de soi, préface de Léandre Boisvert, Montréal, Fides, 233 p., 1999
- Lewis, O. (1972). Les enfants de Sánchez : autobiographie d'une famille mexicaine. Paris, Gallimard.
- Lewis, O. (1973). Une mort dans la famille Sánchez. Paris, Gallimard.
- Lewis, O. and C. Zins (1966). Pedro Martinez : un paysan mexicain et sa famille. Paris, Gallimard.
- (en) Marseilles and Montréal: Agone, Comeau & Nadeau, 2000, 270 p. Second expanded edition, 2002
- Claude Miville, Aymara Agreda, Josée St-Hilaire, Étude de cas : Les caisses solidaires du Mexique, Levis, 1998
- Moreux, C. (1982). Douceville en Québec: la modernisation d'une tradition. Montréal, Presses de l'Université de Montréal.
- Laurent Mucchielli, “Clochards et sans-abri: actualité de l'œuvre d'Alexandre Vexliard”, Revue française de sociologie, 1998, p. 105–138.
- Rioux, M. (1961). Belle-Anse. Ottawa, Ministère du Nord canadien et des ressources nationales.
- Sévigny, R., Le Québec en héritage : la vie de trois familles montréalaises, Laval, 1979
- Québec, Éditions coopératives Albert Saint-Martin
- Verdon, M. (1973). Anthropologie de la colonisation au Québec; le dilemme d'un village du Lac-Saint-Jean. Montréal, Presses de l'Université de Montréal
- Loïc Wacquant, Corps et âme. Carnets ethnographiques d’un apprenti boxeur, 2002
- (en) Whyte, F. W. (1943). Street Corner Society. The Social Structure of an Italian Slum. Chicago and London, University of Chicago Press.

### Histoires de vie
- Les récits de vie, Sciences Humaines, no 102
- Les Récits de vie : Perspectives ethnosociologiques, Daniel Bertaux
- L'histoire en héritage, roman familial et trajectoire sociale, Vincent de Gaulejac
- La méthode biographique, Georges Péneff
- Les histoires de vie, Gaston Pineau et Jean-Louis Legrand, Que Sais-je?
- L'histoire de vie comme méthode clinique, Guy de Villers
- Théorie et pratique de l'autobiographie raisonnée, Henri Desroche
- Les histoires de vie, Théories et pratiques, Revue éducation permanente no 142
- Christophe Niewiadomski, Histoires de vie et alcoolisme, Seli Arslan, 2000

### Sondages
- Pierre Bourdieu, « Les sondages, une science sans savant », p. 217–224 in : Choses dites, Paris : Ed. de Minuit, 1987, 229 p. ; 22 cm, (Le sens commun),  (ISBN 2-7073-1122-7)
- Jacques Desabie : Théorie et pratique des sondages, Dunod, 1966
- Alain Girard, Jean Stoetzel : Les sondages d’opinion publique, PUF, 1979
- S. Dufour, D. Fortin et J. Hamel, L’enquête de terrain en sciences sociales. L’approche monographique et les méthodes qualitatives. Montréal, Les Éditions coopératives Albert Saint-Martin, 1991
- Clairin, R. et Ph. Brion (1997), Manuel de sondages, CEPED, 2e édition
- Jacques Antoine, Histoire des sondages, Odile Jacob, 2005
- Ardilly, P. (2006), Les techniques de sondage, Technip (2e édition)

## Publications dans des revues
- Pierre Bourdieu, « L'opinion publique n'existe pas », in Temps modernes, 29 (318), janv. 73 : 1292-1309
- Olivier Schwartz, « Symposium sur Analyser les entretiens biographiques : l’exemple des récits d’insertion », Sociologie du travail 41, 453–479, 1999

## En ligne
- Bachelet R. , Recueil, analyse et traitement de données en licence Creative Commons
- Charmillot, M., Socialisation et lien social en contexte africain : une étude de cas autour du sida dans la ville de Ouahigouya (Burkina Faso), Thèse de doctorat en sciences de l’Éducation no 308, Genève, 2002